# Ravča
Ravča je vesnice v Chorvatsku ve Splitsko-dalmatské župě, která spadá pod opčinu města Vrgorac. Nachází se asi 32 km jihovýchodně od Makarské a asi 90 km jihovýchodně od Splitu. Podle sčítání lidu z roku 2021 zde žilo 123 obyvatel – jejich počet pravidelně klesá již od roku 1953, kdy zde žilo 290 obyvatel.
K Ravči rovněž patří několik osad, mezi něž patří Jelavići, Ledina, Matkovići, Nikolići, Pranići a Trlini. Osada Majići a u ní se nacházející dálniční exit č. 34 pojmenovaný po Ravči se nachází již v katastrálním území Dragljane. Ve vesnici se nachází křižovatka silnic D62 a D512, nedaleko rovněž prochází dálnice A1.